# ياكوب بلانيتشكا
ياكوب بلانيتشكا (بالتشيكية: Jakub Plánička)‏ هو لاعب كرة قدم تشيكي في مركز حراسة المرمى، ولد في 25 ديسمبر 1984 في أوسترافا في جمهورية التشيك. لعب مع MŠK Púchov ‏.

## وصلات خارجية
- ياكوب بلانيتشكا على موقع قاعدة بيانات كرة القدم.إي يو (الإنجليزية)
- ياكوب بلانيتشكا على موقع Soccerway.com (الإنجليزية)